# Kiowa Apache
Kiowa Apache(Náʼįįsha, Náʼęsha, Na´isha, Naʼisha, Naʼishandine, Na-i-shan-dina, Na-ishi, Na-e-ca, Nąʼishą́, Nadeicha, Nardichia, Nadíisha-déna, Naʼdíʼį́shą́ʼ, Nądíʼįįshąą, Naisha),  Maleno pleme Athapaskan Indijanaca iz grupe Apača, koje je u 19. stoljeću lutalo s Kajova Indijancima kroz današnju jugozapadnu Oklahomu, i području Penhandlea u Texasu. Sami sebe oni zovu "Naishandina" ili po Swantonovoj varijanti ili ortografiji Nadíisha-déna. Kajova Apači imali su tipičnu prerijsku kulturu poput Kajova s kojima su živjeli. Danas s Kajovama žive u Oklahomi. 

## Ime
Ime Kiowa Apache došlo je po Kiowa Indijancima (s kojima su bili udruženi) i njihovom apačkom etničkom i jezičnom pripadnošću. Kod ranih putnika i plemena s kojima su dolazili u kontakt nalazimo za njih mnoge nazive. Uobičajeni naziv za njih bio je Prairie Apaches jer su živjeli na preriji. Kiowa Indijanci često su ih nazivali Semat, čije je značenje 'thieves', razlog se može nagađati, no Kiowe i Komanči nazivali su ih i Essequeta, a najraniji Kiowa naziv je Tagúi.  
Postoji za njih i Kiowa naziv K'á-pätop ("knife whetters"),  koji nam otkriva važan etnografski podatak jer ga potkrepljuje i Cheyenne naziv Mûtsíana-täníu,  što označava kamen za brušenje (odnosno 'whetstone people'). Kiowa Indijanci ne štede na imena za ovu apačku grupu, jedan u nizu je i Sádalsómte-k`íägo ili "weasel people". Sami sebe Kiowa Apache nazivaju Nadíisha-déna ("our people"). Po literaturi su nazivani i imenima Bad-hearts (Long, 1823), mogući je prijevod veoma čestog naziva Kaskaias. Poznat je i čest naziv Gataka, koji su im dali Pawnee Indijanci i izvorno glasi Gáta'ka. Indijanci Omaha i Ponca koji su bili često u kontaktu s Pawnee plemenom pokupili su ovaj naziv od njih, što je očito, i pretvorili ga u Gû'ta'k. Manje poznati nazivi su: Tágukerish, naziv Pecos Indijanaca za sve Apače, pa i za njih. Isto vrijedi i za Jemez naziv Tâ'gugála; Kisínahis (Kichai), Gina's (Wichita).

## Povijest
Kiowa Apache su Athapaskan skupina koja se od matičnih Arapaska odvojila prije nego što su napustili Rocky Mts (Stjenjak), po svoj prilici negdje u Montani. Sa sjevera na jug oni dolaze s Kajovama i rani ih francuski istraživači nazivaju Pawnee imenom Ga ta'ka. Godine 1682. la Salle ih naziva Gattacka, i spominje u vezi prodaje konja Pawnee Indijancima. La Harpe ih 1719. navodi kao "Quataquios" i kaže da žive na Arkansas Riveru u susjedstvu Tawakona. Lewis & Clark nalaze ih 1805. na Black Hillsu s Kajovama. 
Kajova Apači bijahu malena grupa okružena neprijateljskim plemenima, i radi zaštite priključili su se Kajovama, njihov jezik bio je Kajovama potpuno stran. Kroz povijest Kajoiva Apači očuvali su svoj jezik i tek bi malo starijih osoba znalo poneku kajova-riječ, sporazumijevali su se znakovnim (prerijskim) jezikom. Ako se izuzme jezik, Kajova Apači se gotovo nisu nimalo razlikovali od Kajova. Bijahu travois-nomadi, lovci na bizone i stanovali su u tepee-šatorima. Zajedno s Kajovama učestvovali su u svetkovini Sun dance u kružnom logoru između bandi Kingep i Kongtalyui Kajova. Godine 1837. Kajova Apači potpisuju svoj prvi ugovor sa Sjedinjenim Državama u Fort Gibsonu, i otada ih vode kao dio Kajova. Tek će se kraće vrijeme od 1865. do 1867. Kajova Apači odvojiti od Kajova, razlog je bila ratobornost Kajova koju su imali prema bijelcima. 
Sve u stvari počinje 1853. kada se oni navode kao ratoborna skupina koja luta dolinom rijeke Canadian, i kojima su se često pridruživali Komanči. Ovo vjerojatno dovodi do akcije koju 1864. povedu trupe Christopher (Kit) Carsona, u bitci poznatoj kao The first battle of Adobe Walls, u kojoj je ubijen njihov poglavica Iron Shirt, i zapaljeni su šatori sela kojemu je poglavica bio Dohäsan. Selo je imalo oko 150 šatora naseljeno Kajovama i Kajova Apačima. Godine 1865. potpisuje se ugovor Treaty of Little Arkansas kojim Kajove nisu zadovoljni. Ovo je pobudilo Kajove na duboko neprijateljstvo prema Amerikancima i Kajova Apači odvajaju se od Kajova i priključuju Šajenima. Novim ugovorom Medicine Lodge Treaty (u desetom mjesecu 1867.) Kajove se opet vraćaju svojim starim saveznicima. Miroljubivi poglavica Pacer 1872. posjećuje Washington i promovira mir među plemenima na rezervatu Kiowa-Comanche u Oklahomi. Za Kajova Apače kvekerski učitelj A. J. Standing, utemeljuje prvu školu. Njihovi današnji potomci (1000 u kasnom 20. stoljeću) žive u Oklahomi u blizini Fort Cobba u okrugu Caddo.

## Život i običaji
Kajova Apači su jedno od tipičnih prerijskih plemena: nomadi (travois i konj) i lovci na bizone; Sun Dance, kulturno veoma srodni Kajovama.
Njihov poznati flautist je Andrew Vasquez. (Kiowa Apache Flute player  Arhivirana inačica izvorne stranice od 8. svibnja 2006. (Wayback Machine); Andrew Vasquez  Arhivirana inačica izvorne stranice od 14. kolovoza 2016. (Wayback Machine); Andrew Vasquez  Arhivirana inačica izvorne stranice od 8. svibnja 2006. (Wayback Machine))

## Vanjske poveznice
1. ↑  http://www.tshaonline.org/handbook/online/articles/qea01

- Kiowa Apache Indians
- Kiowa Apache Indian Tribe History
- Foto galerija
- Kiowa Apache  Arhivirana inačica izvorne stranice od 26. rujna 2007. (Wayback Machine)
- Kiowa Apache Language
- KIOWA - APACHE
- Kiowa-Apache Snake Dance (počuj audio)  Arhivirana inačica izvorne stranice od 10. rujna 2005. (Wayback Machine)